# Castianeira athena
Castianeira athena är en spindelart som beskrevs av Reiskind 1969. Castianeira athena ingår i släktet Castianeira och familjen flinkspindlar. Inga underarter finns listade.